# Leptanthura baliensis
Leptanthura baliensis är en kräftdjursart som beskrevs av Negoescu 1992. Leptanthura baliensis ingår i släktet Leptanthura och familjen Leptanthuridae. Inga underarter finns listade i Catalogue of Life.